# アロイージオ・ドス・サントス・ゴンサウヴェス
アロイージオ・ドス・サントス・ゴンサウヴェス（Aloísio dos Santos Gonçalves、1988年6月10日 - ）は、ブラジル・サンタカタリーナ州出身の元サッカー選手。元中国代表。現役時代のポジションはフォワード。

## 経歴

### 山東魯能
2014年、中国・スーパーリーグの山東魯能へ完全移籍した。2015年シーズンに超級リーグで22得点を記録して得点王に輝いた。
2016年7月15日、中国・スーパーリーグの河北華夏幸福へ完全移籍した。背番号は「31」番に決まった。

### 代表
2021年9月7日、2022 FIFAワールドカップ・アジア3次予選の日本代表戦で代表デビュー。10月12日、サウジアラビア代表戦で代表初ゴール。
2019年7月30日付のブラジル連邦官報『Diário Oficial da União』での掲載により中国国籍の取得が明らかになり、ブラジル国籍を正式に離脱した。

## タイトル

### クラブ
グレミオ
- カンピオナート・ガウショ：1回 (2007)

シャペコエンセ
- カンピオナート・カタリネンセ：1回 (2011)

山東魯能
- 中国FAカップ：1回 (2014)
- 中国サッカー・スーパーカップ：1回 (2015)

### 個人
- 中国サッカー・超級リーグ 得点王：1回 (2015)